# Saxa (muzikant)
Lionel Augustus Martin (Clarendon, 5 januari 1930 - Birmingham, 3 mei 2017), beter bekend onder zijn artiestennaam Saxa, was een Jamaicaans muzikant; hij was de saxofonist van de Britse skaband The Beat.

## Biografie

### Jaren 60 tot 90
Saxa verhuisde in 1960 naar het Verenigd Koninkrijk; hij woonde eerst anderhalf jaar in Londen voordat hij zich in Birmingham vestigde. Saxa speelde met ska-grootheden als Laurel Aitken, Prince Buster en Desmond Dekker, en heeft ook samengewerkt met de Beatles. In 1979 sloot hij zich aan bij The Beat en werd hij een vaderfiguur voor de overige bandleden, vergelijkbaar met trombonist Rico Rodriguez van collega-skaband The Specials. The Beat werd tot de zogenoemde 2 Tone-beweging gerekend, zij het dat de band na één single op dit label een eigen koers ging varen die vooral succes in Amerika opleverde totaan de opheffing in 1983. Saxa leverde gastbijdragen aan de General Public-albums van zangers Dave Wakeling en Ranking Roger; met die laatste werkte hij tussen 1990 en 1993 ook samen in de 2 Tone-supergroep Special Beat. In diezelfde periode maakte Saxa met drummer Everett Morton deel uit van The International Beat, een ska-/danceband rond zanger Tony Beet. 

### Jaren 00
Al sinds de hoogtijdagen van The Beat worstelde Saxa met zijn gezondheid. Het gerucht uit de jaren 90 dat hij zou zijn overleden werd definitief ontkracht toen muziekzender VH1 in 2003 een poging deed de band weer bij elkaar te brengen waarbij ook de toen 73-jarige saxofonist in beeld verscheen. The Beat ging weer optreden, zij het zonder Dave Wakeling (die vanuit Los Angeles zijn eigen English Beat begon) en zonder Fine Young Cannibals Andy Cox en David Steele. Saxa was alleen aanwezig bij optredens in de omgeving van Birmingham omdat er kanker bij hem was vastgesteld; Mark 'Chico' Hamilton, broer van FYC-trompettist Graeme, nam zijn plaats in. Saxa ging midden jaren 00 met pensioen en kwam op 3 mei 2017 te overlijden.